# Alexie al IV-lea Angelos
Alexie al IV-lea Angelos (n. 1182, Constantinopol, Imperiul Roman de Răsărit – d. 8 februarie 1204, Constantinopol, Imperiul Latin de Constantinopol) a fost un împărat bizantin, cu ajutor occidental.

## Biografie
După detronarea lui Isaac al II-lea, fiul acestuia, Alexios, se afla la Constantinopol, cu statutul de facto de prizonier. În primăvara anului 1202 el a reușit să fugă de sub pază în Occident, la soțul surorii sale, Filip de Suabia, pentru a cere ajutor împotriva lui Alexios al III-lea, care uzurpase tronul. Potrivit mărturiei cavalerului Robert de Clari, evadarea lui Alexios juniorul fusese pusă la cale de către educatorul acestuia, de teama uneltirilor împăratului. Cronicarul rus a păstrat o relatare amănunțită a acestei evadări: și a fost adus pe o corabie [care i-a fost pusă la dispoziție de către pisani], și așezat într-un butoi care avea la un capăt trei funduri, acolo unde ședea Isaacovici, iar în cealaltă parte, unde era cepul, a fost turnată apă; căci altminteri nu se putea fugi din oraș. Și astfel a părăsit el pământul grecesc. Și aflând despre acestea, cezarul [Alexios III] a trimis să fie căutat, și au prins a-l căuta peste tot, și au venit pe acea corabie, unde era el, și au cercetat totul și au dezbătut cepurile de la butoaie,însă, văzând cum curge apă, au plecat, fără a-l fi descoperit.
Lipsit de scrupule în alegerea mijloacelor, fiul de împărat s-a adresat participanților celei de-a IV cruciade cu rugămintea ca aceștia să-i ajute să-l răstoarne pe unchiul domnitor, oferindu-le un excelent pretext pentru a se amesteca în treburile Imperiului Roman de Răsărit.
Pentru instalarea sa pe tron, Alexios le-a promis cruciaților să le plătească suma colosală de 200 000 de mărci, să le întrețină timp de un an flota, să le pună la dispoziție zece mii de oșteni pentru campania în Orient și să formeze, pe cheltuiala proprie, o garnizoană de 500 de ostași, în unul dintre orașele Palestinei. Luciul aurului a eclipsat strălucirea crucii: în primăvara anului 1203, flota catolică, în loc să pornească, de la debarcaderele orașului distrus Zadar, spre colinele Tărâmului Făgăduinței, și-a schimbat direcția spre țărmurile Bosforului. La 9 iulie, escadra occidentală a apărut sub zidurile capitalei bizantine. La 17 iulie a început asaltul și, spre dimineața zilei următoare, orașul, cuprins de flăcări, a capitulat. La 1 august, Alexios IV Angelos a fost încoronat ca asociat la domnie al tatălui său orbit, readus de cavaleri pe tron. În scurt timp, basileul de 20 de ani și-a atras disprețul tuturor. Grecii i-au considerat pe latini inferiori, Alexios însă, mincinos și laș, se lingușea pe lângă occidentali, socotind drept cea mai plăcută distracție să se îmbete în compania acestora. Găsind visteria aproape goală, basileul, pentru a-și achita datoria față de creditori, a împovărat cu un impozit extraordinar toate categoriile de populație, inclusiv clerul. Ostașii-cruciați făceau pe stăpânii absoluți în împrejurimile capitalei. La insistențele împăratului, patriarhul Ioan Kamateros a fost nevoit să facă un șir de concesii papei. Toate acestea au stârnit o indignare extremă printre locuitorii capitalei, care nu uitau de superioritatea exclusivă a Imperiului romeu (cel puțin, până a se ajunge la necesitatea apărării acestui stat cu arma în mână). 
La 22 august, pisanii, depășind în obrăznicia lor orice limită, s-au așternut, ziua în amiaza mare, pe jafuri în cartierul musulman al capitalei. Trupele guvernamentale au reușit să pună capăt tâlhăriei; drept răspuns, catolicii au dat foc moscheii. Vântul puternic a mânat flăcările spre centrul orașului. În două zile a ars o suprafață enormă, vâlvătaia bântuia sub zidurile Hippodromului și lângă Marele Palat. Focul a mistuit cele mai de seamă cartiere comerciale și meșteșugărești, au pierit sute de oameni și nenumărate obiecte de valoare. Comerțul constantinopolitan, și așa departe e a fi prosper, i s-a dat o lovitură, în urma căreia nu și-a mai putut reveni. Concurenții italieni ai grecilor jubilau, privind deșertul de scrum.
Toamna, plătind cavalerilor nu mai mult de jumătate din suma cuvenită, potrivit acordului, și văzând că nu va fi în stare să achite restul, Alexios IV Angelos a început să se eschiveze și să umble cu vicleșuguri. Conflictul era iminent, iar atunci când grecii le-au declarat, fără ocolișuri, cruciaților că împărații nu le vor da prea curând banii, relațiile s-au agravat până la ultima limită. Cavalerii erau nemulțumiți și de proasta întreținere a oștirilor lor. Între latini și greci (romei) au început ciocniri armate, grecii au întreprins chiar o tentativă de a arde flota cruciată, atacând-o cu vase incendiare. În această situație, Angelii s-au pomenit între ciocan și nicovală: pe de o parte, mânia crescândă a populației (orășenii nu puteau da uitării purtarea lui Alexios), pe de altă parte-iritarea apărătorilor lor de altă dată. La 25 ianuarie 1204, o parte din senatori, adunați în biserica Sf. Sofia, i-au declarat detronați pe cei doi îngeri ai răului. Temându-se de răscoală-mulți din Constantinopol chemau fățiș la aceasta- Alexios IV a hotărât să se ploconească din nou înaintea lui Bonifaciu de Montferat, promițând că-i va preda orașul. Basileul a încredințat, în mod necugetat, misiunea de a purta tratativele lui Alexios Ducas Murtzuphlos, acesta însă a informat garda varegă asupra planurilor împăratului și astfel a răzvrătit-o. Soldații, indignați, au împresurat, în noaptea de 28 ianuarie, palatul. Alexios IV, tremurând de frică, l-a implorat pe ipocritul Murtzuphlos, care-i adusese basileului vestea despre rebeliune, să-l salveze. Murtzuphlos l-a liniștit pe suveran și l-a condus, pe jumătate îmbrăcat, pe coridoarele palatului. La capătul drumului, în loc de refugiu, Alexios IV a găsit lanțuri și o celulă în subterană, iar la începutul lunii februarie, din porunca lui Alexios V Ducas Murtzuphlos, ajuns deja împărat, a fost ucis.
Profitând de slăbirea puterii centrale, arhontele orașului Nauplia, Leon Sguros, răzvrătindu-se, s-a separat de Imperiu și a început cucerirea teritoriilor romee din Grecia.